# Centrolepis mutica
Centrolepis mutica är en gräsväxtart som först beskrevs av Robert Brown, och fick sitt nu gällande namn av Georg Hans Emmo Emo Wolfgang Hieronymus. Centrolepis mutica ingår i släktet Centrolepis och familjen Centrolepidaceae. Inga underarter finns listade i Catalogue of Life.